# Герасимов, Анатолий Николаевич
Анато́лий Никола́евич Гера́симов (род. 27 мая 1931, дер. Яругино, Сонковский район, Московская область, РСФСР, СССР) — советский партийно-государственный деятель, первый секретарь Ленинградского городского комитета КПСС (1986—1989).

## Биография
Родился 27 мая 1931 года в деревне Яругино Сонковского района Московской (ныне Тверской) области. Окончил судостроительный техникум. В 1955 году окончил Ленинградский электротехнический институт имени В. И. Ульянова-Ленина, получив квалификацию радиоинженера. Член КПСС с 1958 года.
С 1951 года техник, с 1955 – инженер на предприятиях оборонной промышленности Ленинграда, пока не перешёл в 1965 году на партийную работу:
- в 1967—1968 — секретарь Петроградского райкома КПСС;
- в 1968—1975 — первый секретарь Петроградского райкома КПСС;
- в 1975—1980 — заведующий промышленным отделом Ленинградского обкома КПСС;
- в 1980—1981 — заведующий отделом тяжёлой промышленности и машиностроения Ленинградского обкома КПСС;
- в 1981—1984 — председатель Ленинградского областного Комитета народного контроля;
- в 1984—1986 — секретарь Ленинградского обкома КПСС;
- с 17 января 1986 по 21 ноября 1989 года — первый секретарь Ленинградского горкома КПСС[англ.][1]. Занимая эту должность, в марте 1989 года проиграл на выборах в народные депутаты СССР по Московскому округу № 54 Юрию Болдыреву с результатом 19,7 %[2].
- в 1989—1990 — заместитель председателя Комитета партийного контроля при ЦК КПСС.

Член Центрального комитета КПСС в 1986—1990 годах.
С 1991 года работает в Исполнительной дирекции Союза промышленников и предпринимателей Санкт-Петербурга.

## Награды
- орден Александра Невского (2021)[3][источник не указан 1464 дня]
- орден Дружбы (2011)
- орден Ленина (17.07.1986)
- орден Октябрьской Революции (1974)
- два ордена Трудового Красного Знамени (1971, 1979)
- медали СССР и России
- почётный знак «За заслуги перед Санкт-Петербургом» (2009)